# Самарчик-Кипчак
Самарчи́к-Кипча́к (укр. Самарчик-Кипчак, крымскотат. Samarçıq Qıpçaq, Самарчыкъ Къыпчакъ) — исчезнувшее село в Раздольненском районе Республики Крым, располагавшееся на северо-востоке района, на левом берегу реки Самарчик, примерно напротив современного села Фёдоровка.

## История
Исконное название селения — Кипчак — самый многочисленный в Крыму ойконим, восходящий к древнему родоплеменному имени, приставка Самарчик появилась позже, для уточнения по названию реки. Первое документальное упоминание села в Камеральном Описании Крыма… 1784 года Кыпчак, судя по которому, в последний период Крымского ханства деревня входила в Самарчик кадылык Перекопского каймаканства. После присоединения Крыма к России (8) 19 апреля 1783 года, (8) 19 февраля 1784 года, именным указом Екатерины II сенату, на территории бывшего Крымского ханства была образована Таврическая область и деревня была приписана к Евпаторийскому уезду. После павловских реформ, с 1796 по 1802 год входила в Акмечетский уезд Новороссийской губернии. По новому административному делению, после создания 8 (20) октября 1802 года Таврической губернии, Самарчик-Кипчак был включён в состав Джелаирской волости Евпаторийского уезда.
По Ведомости о волостях и селениях, в Евпаторийском уезде с показанием числа дворов и душ… от 19 апреля 1806 года в деревне Кипчак числилось 16 дворов и 87 жителей крымских татар. На военно-топографической карте генерал-майора Мухина 1817 года деревня обозначена как Кипчак с 14 дворами. В «Ведомости о казённых волостях Таврической губернии 1829 года» деревня не записана, на карте 1836 года в деревне 5 дворов, а на карте 1842 года Кипчак обозначен условным знаком «малая деревня», то есть, менее 5 дворов — видимо, вследствие эмиграции крымских татар в Турцию, деревня заметно опустела.
Согласно «Памятной книжке Таврической губернии за 1867 год», деревня была покинута жителями, вследствие эмиграции крымских татар, особенно массовой после Крымской войны 1853—1856 годов, в Турцию и вновь заселена татарами. В «Списке населённых мест Таврической губернии по сведениям 1864 года», составленном по результатам VIII ревизии 1864 года, Самарчик-Кипчак — владельческая татарская деревня, с 4 дворами, 58 жителями и мечетью при источникѣ Самарчикѣ. На трехверстовой карте 1865—1876 года в деревне Кипчак 5 дворов.
Земская реформа 1890-х годов в Евпаторийском уезде прошла после 1892 года, в результате Самарчик-Кипчак приписали к Коджанбакской волости.
По «…Памятной книжке Таврической губернии на 1900 год» деревня стояла разорённая без жителей. Кипчак ещё обозначен на карте Крымского Стат. управления 1922 года, но в других доступных исторических документах не встречается.